# Aeroportul Robert Atty Bessing
Aeroportul Robert Atty Bessing (IATA: LNU, ICAO: WRLM) este un aeroport din Malinau⁠(d), Kalimantan Utara⁠(d), Indonezia.
Situat la o altitudine de 4 m, aeroportul dispune de o singură pistă.